# Tracciabilità del campione e del dato analitico
In chimica analitica la tracciabilità del campione e la tracciabilità del dato analitico è la documentazione che permette di verificare la bontà dell'intero processo analitico.
È costituito dalla rappresentatività del campione, garantita dal piano di campionamento adeguato al problema analitico in esame, e dalla catena di custodia del campione: la divisione in aliquote, l'analisi (con eventuale preparazione) e l'interpretazione dei risultati.
Ad ulteriore garanzia dei risultati, il laboratorio di analisi può avere, consigliabilmente, la certificazione ed assicurazione di qualità dei dati analitici (QA/QC) costituita da prove di abilità (proficiency test), confronti interlaboratorio, carte di controllo eccetera.